# KMT2E
KMT2E‏ (Lysine methyltransferase 2E) هوَ بروتين يُشَفر بواسطة جين KMT2E في الإنسان.